# Type-Moon
Type-Moon (яп. タイプムーン Тайпу-Му:н) — японская компания, занимающаяся разработкой видеоигр, больше всего известная своими визуальными романами. Основана сценаристом Киноко Насу и иллюстратором Такаси Такэути. Компания также известна под именем Notes Co., Ltd. (яп. 有限会社ノーツ Ю:гэн-кайся Но:цу). После создания визуального романа Tsukihime, который принёс им известность как игра кружка додзинси, Type-Moon была реорганизована и создала популярный визуальный роман Fate/stay night. Обе их работы были адаптированы в аниме и мангу, что обеспечило им глобальную фан-базу.

## История
Type-Moon был основан иллюстратором Такаси Такэути и сценаристом Киноко Насу, их первым проектом было ранобэ Kara no Kyoukai, которое была изначально издано в октябре 1998 года и переиздано в 2004 году. Название компании Type-Moon пришло из ранней работы Киноко Angel Notes. В декабре 2000 года Type-Moon выпустили на Windows визуальный роман для взрослых Tsukihime, который, благодаря своей богатой проработке истории и уникальному стилю повествования Киноко Насу, обеспечил компании большую фан-базу. По игре было создано множество сопутствующих товаров. Вскоре, в 2003 году, Tsukihime была адаптирована в аниме-сериал Shingetsutan Tsukihime, который был снят студией J.C.Staff и издан компанией Geneon, а в 2004 году была выпущена манга-адаптация аниме.
В январе 2001 года Type-Moon выпустили «Plus-Disk», дополнение к Tsukihime, включающее в себя 3 побочные истории и разнообразную мультимедийную информацию, в августе 2001 был выпущен сиквел Tsukihime Kagetsu Tohya, а позже, в апреле 2003 года, был выпущен «Tsuki-Bako», специальный сборник, состоящий из трёх дисков, включающих в себя Tsukihime, «Plus-Disk», Kagetsu Tohya и ремиксы саундтреков для последних двух игр.
В декабре 2002 года Type-Moon, совместно с French-Bread (до 2003 года известных как Watanabe Seisakujo), выпустили свой первый файтинг Melty Blood, основанный на вселенной Tsukihime и нацеленный на PC-аудиторию проект, который стал популярен и расширил фан-базу Type-Moon. Его продолжение, Melty Blood ReACT, было выпущено в мае 2004 года, позже к нему был сделан бесплатный патч «Melty Blood ReACT Final Tuned», который был доступен через интернет. Melty Blood считается лучшей файтинговой додзинси игрой в формате 2D. В марте 2005 года был выпущен аркадный порт игры Melty Blood: Act Cadenza, а в августе 2006 года порт для PS2.
Вскоре Type-Moon был реорганизован из создателей додзинси в коммерческую организацию. 30 января 2004 года они выпустили свой первый коммерческий продукт, визуальный роман для взрослых Fate/stay night, который побил все рекорды с первого дня продаж и впоследствии стал культовым, уступив в популярности лишь Clannad. Позже по нему был снят 24-серийный аниме-сериал, который начал транслироваться в Японии 6 января 2006 года, а манга-адаптация начала выпускаться 26 декабря 2005 года в журнале Shonen Ace (известным по манга-адаптациям «Евангелиона» и Keroro Gunsou). Сиквел романа Fate/stay night, Fate/hollow ataraxia, был выпущен 28 октября 2005 года. Fate/stay night был также портирован на PS2 в мае 2007 года. Приквел Fate/Zero был выпущен в 2006—2007 годах.
На 72-м Комикете в 2007 году они выпустили «All Around TYPE-MOON drama CD».

## Продукция

### Kara no Kyoukai
- Kara no Kyoukai

### Tsukihime
- Tsukihime
- Kagetsu Tohya
- Melty Blood

### Fate/
- Fate/Stay Night
- Fate/Hollow Ataraxia
- Fate/Zero
- Fate/Tiger Colosseum
- Fate/Unlimited Codes
- Fate/Extra
- Fate/kaleid liner Prisma Illya
- Fate/Apocrypha
- Fate/Grand Order
- Fate/Extella: The Umbral Star

### Carnival Phantasm
- Carnival Phantasm

### Mahotsukai no Yoru
- Mahotsukai no Yoru

### Прочее
- 428: Fuusa Sareta Shibuya de (позже сценарий адаптирован в аниме Canaan)[2].